# Hash (EP)
[#] là mini-album thứ hai của nhóm nhạc nữ Hàn Quốc Loona, được Blockberry Creative phát hành vào ngày 5 tháng 2 năm 2020. Album bao gồm bảy bài hát trong đó có hai đĩa đơn "365" và "So What".

## Bối cảnh và phát hành
Ngày 31 tháng 3 năm 2019, một đoạn video có tiêu đề "#" với nội dung nhìn lại các bài hát Loona đã phát hành được đăng tải lên kênh YouTube chính thức của nhóm. Ngày 31 tháng 5, một đoạn video thứ hai có tiêu đề "La Maison Loona" với dòng chữ "delayed but someday" (hoãn lại nhưng một ngày nào đó) được đăng tải. Ngày 13 tháng 12, video teaser đầu tiên "#1" cho album mới của nhóm được đăng tải.
Ngày 8 tháng 1 năm 2020, trưởng nhóm Haseul được thông báo là sẽ tạm ngừng tham gia các hoạt động của Loona vì lý do sức khỏe. Ngày 10 tháng 1, video teaser thứ hai "#2" được đăng tải và cho biết album sẽ được phát hành vào ngày 5 tháng 2. Ngày 13 tháng 1, các hình ảnh quảng bá cho album bắt đầu được đăng tải, và danh sách bài hát của album cũng được công bố "So What". Ngày 5 tháng 2 năm 2020, [#] được phát hành. Mặc dù không xuất hiện trong bài hát chủ đề, HaSeul đã góp giọng trong ba bài hát khác của album. Tại một showcase quảng bá cho album, thành viên Yves cho biết nhà sáng lập SM Entertainment Lee Soo-man đã tham gia sản xuất album sau khi ông xem video Loona cover vũ đạo bài hát "Cherry Bomb" của NCT 127.

## Đĩa đơn
Ngày 13 tháng 12 năm 2019, Loona phát hành đĩa đơn đầu tiên của [#] với tên gọi "365". Đĩa đơn thứ hai và bài hát chủ đề "So What" được phát hành cùng lúc với album vào ngày 5 tháng 2 năm 2020. "So What" là bài hát đạt thứ hạng cao nhất của Loona trên bảng xếp hạng Gaon Download Chart ở vị trí thứ 68.

## Doanh số
[#] xuất hiện lần đầu tiên ở vị trí thứ hai trên bảng xếp hạng Gaon Album Chart của Hàn Quốc và bán được 79.797 bản trong tháng 2 năm 2020, trở thành album bán chạy nhất của Loona. Album cũng đạt vị trí thứ 28 trên bảng xếp hạng Digital Albums Chart của Anh, vượt qua mini-album trước của nhóm. Trên bảng xếp hạng World Albums Chart của Billboard, [#] xuất hiện lần đầu tiên ở vị trí thứ tư, bằng với hai mini-album trước của Loona, và bán được 3.000 bản tại Mỹ trong tuần 6 tháng 2.

## Danh sách bài hát
| STT              | Nhan đề                                         | Phổ lời            | Phổ nhạc                                | Phối khí                                | Thời lượng |
| ---------------- | ----------------------------------------------- | ------------------ | --------------------------------------- | --------------------------------------- | ---------- |
| 1.               | "#"                                             |                    | Coach & Sendo                           | Coach & Sendo                           | 1:06       |
| 2.               | "So What"                                       | Cho Yunkyoung      | David Anthony Anna Timgren              | David Anthony IMLAY                     | 3:18       |
| 3.               | "Number 1"                                      | makeumine works JQ | minGtion Tara Nabavi Malin Johansson    | minGtion                                | 3:22       |
| 4.               | "Oh (Yes I Am)"                                 | Le'mon             | Coach & Sendo Le'mon                    | Coach & Sendo                           | 3:15       |
| 5.               | "Ding Ding Dong" (땡땡땡, Ttaeng Ttaeng Ttaeng) | Kim Yeonseo        | minGtion Kim Yeonseo                    | minGtion Kim Yeonseo                    | 2:58       |
| 6.               | "365"                                           | Hwang Yubin        | Johan Gustafsson Realmeee Hayley Aitken | Johan Gustafsson Realmeee Hayley Aitken | 3:41       |
| Tổng thời lượng: | Tổng thời lượng:                                | Tổng thời lượng:   | Tổng thời lượng:                        | Tổng thời lượng:                        | 17:40      |

| [#] – Bài hát ẩn trên phiên bản giới hạn A và B | [#] – Bài hát ẩn trên phiên bản giới hạn A và B | [#] – Bài hát ẩn trên phiên bản giới hạn A và B | [#] – Bài hát ẩn trên phiên bản giới hạn A và B | [#] – Bài hát ẩn trên phiên bản giới hạn A và B | [#] – Bài hát ẩn trên phiên bản giới hạn A và B |
| STT                                             | Nhan đề                                         | Phổ lời                                         | Phổ nhạc                                        | Phối khí                                        | Thời lượng                                      |
| ----------------------------------------------- | ----------------------------------------------- | ----------------------------------------------- | ----------------------------------------------- | ----------------------------------------------- | ----------------------------------------------- |
| 7.                                              | "Day and Night"                                 | Kim Yeonseo                                     | Coach & Sendo Kim Yeonseo                       | Coach & Sendo Kim Yeonseo                       | 3:34                                            |
| Tổng thời lượng:                                | Tổng thời lượng:                                | Tổng thời lượng:                                | Tổng thời lượng:                                | Tổng thời lượng:                                | 21:14                                           |

## Bảng xếp hạng
| Bảng xếp hạng (2020)                 | Thứ hạng cao nhất |
| ------------------------------------ | ----------------- |
| Digital Albums Úc (ARIA)             | 20                |
| Album Hungaria (MAHASZ)              | 22                |
| Album Hàn Quốc (Gaon)                | 2                 |
| Digital Albums Anh (OCC)             | 28                |
| Album Hoa Kỳ Heatseekers (Billboard) | 19                |
| Album Hoa Kỳ Independent (Billboard) | 44                |
| Album Hoa Kỳ World (Billboard)       | 4                 |